# Xã Webster, Quận Smith, Kansas
Xã Webster (tiếng Anh: Webster Township) là một xã thuộc quận Smith, tiểu bang Kansas, Hoa Kỳ. Năm 2010, dân số của xã này là 43 người.